# Grenada (Mississippi)
Pour les articles homonymes, voir Grenada.
La ville de Grenada est le siège du comté de Grenada, situé dans l’État du Mississippi, aux États-Unis. Sa population s’élevait à 12 700 habitants, dont une majorité d'Afro-Américains, lors du recensement de 2020.

## Démographie
| Groupe      | Grenada | Mississippi | États-Unis |
| ----------- | ------- | ----------- | ---------- |
| Noirs       | 53,7    | 37,0        | 12,6       |
| Blancs      | 44,8    | 59,1        | 72,4       |
| Métis       | 0,9     | 1,2         | 2,9        |
| Asiatiques  | 0,3     | 0,9         | 4,8        |
| Autres      | 0,2     | 1,3         | 6,4        |
| Amérindiens | 0,2     | 0,5         | 0,9        |
| Total       | 100     | 100         | 100        |
|             |         |             |            |
| Hispaniques | 0,9     | 2,8         | 16,7       |

Selon l'American Community Survey, pour la période 2011-2015, 99,17 % de la population âgée de plus de 5 ans déclare parler l'anglais à la maison, 0,48 % déclare parler l'espagnol et 0,35 % une autre langue.

## Source
- (en) Cet article est partiellement ou en totalité issu de l’article de Wikipédia en anglais intitulé « Grenada, Mississippi » (voir la liste des auteurs).

1. ↑  (en) « Grenada, MS Population - Census 2010 and 2000 », sur censusviewer.com (consulté le 2 mars 2016).
2. ↑  (en) « Population of Mississippi - Census 2010 and 2000 », sur censusviewer.com (consulté le 2 mars 2016).
3. ↑  (en) « Language spoken at home by ability to speak English for the population 5 years and over », sur factfinder.census.gov (consulté le 10 mars 2017).